# Klučov (ort i Tjeckien, Vysočina)
Klučov är en ort i Tjeckien.   Den ligger i regionen Vysočina, i den centrala delen av landet, 150 km sydost om huvudstaden Prag. Klučov ligger 536 meter över havet och antalet invånare är 135.
Terrängen runt Klučov är huvudsakligen platt. Klučov ligger uppe på en höjd. Runt Klučov är det ganska tätbefolkat, med 56 invånare per kvadratkilometer. Närmaste större samhälle är Třebíč, 6,6 km nordväst om Klučov. Trakten runt Klučov består till största delen av jordbruksmark.